# Chyzyr Appaev
Chyzyr Chakimovič Appaev (in russo Хызыр Хакимович Аппаев?; Nal'čik, 27 gennaio 1990) è un calciatore russo, attaccante del Baltika.

## Carriera
Ha giocato nella prima divisione russa.

## Palmarès

### Club

#### Competizioni nazionali
- Pervenstvo Futbol'noj Nacional'noj Ligi: 2

Tambov: 2018-2019
Baltika: 2024-2025